# Нишор (Пирот)
Нишор је насеље Града Пирота у Пиротском округу. Према попису из 2022. има 33 становника (према попису из 2002. било је 162 становника).

## Прошлост
По попису Нишавског среза из 1879. године, у месту Нишор било је 42 куће са 253 становника. Записано је у селу 73 пореске главе, а само један човек у њему је био тада писмен.
Нишор је сеоце на једној косини, које је било поприште ратних окршаја између Србије и Турске. Током Другог српско-турског рата 1877-1878. године у њему (и Будимделу) су се укопали Турци - на ободу направили опкопе. Српске трупе у нападу на Нишор предводио је пуковник Љубомир Ивановић, а централни део је био под командом мајора Радомира Путника. Много је пало српских живота (око 400 погинулих и рањених), да би се освојио тај непријатељски положај. Тада је, 13. децембра 1877. године страдао и капетан Карановић, родом из Забојнице у срезу Гружанском, који био командант батаљона Шабачке бригаде. Српски топови су прво дуго бомбардовали Нишор. Када је турска пешадија била неутралисана, кренули су Срби на јуриш. али требало је прећи стрмину дугу 500 метара по снегу, а дочекивали су их плотуни турских стрелаца. После тактичких измена и маневрисања, након неколико дана борби, турска војска је сама напустила Нишор 16. децембра 1877. године. Мајор Путник је ушао у место Нишор, пуно остављеног непријатељског оружја и опреме. Уследило је толико жељено ослобађање града Пирота.
У саставу општине Сопотске био је и Нишор 1901. године. Мештани нишорски су међутим 1905. године измолили да село пређе из Сопотске у Добро-долску општину.
Код Нишора је после Првог светског рата подигнут скромни споменик српском капетану Милутину Карановићу који је ту са својим војницима погинуо на положају од 12-15. децембра 1877. године Капетана је описао Ђура Јакшић у приповеци "Капетанов гроб". Гроб официров са дрвеним крстом над хумком налазио се поред самог манастира Темске. Капетаница удова му је ту подигла скромни споменик.

## Демографија
У насељу Нишор живи 153 пунолетна становника, а просечна старост становништва износи 59,3 година (56,5 код мушкараца и 62,0 код жена). У насељу има 82 домаћинства, а просечан број чланова по домаћинству је 1,98.
Ово насеље је у потпуности насељено Србима (према попису из 2002. године), а у последња три пописа, примећен је пад у броју становника.
|  |

| Демографија | Демографија | Демографија |
| Година      | Становника  | Становника  |
| ----------- | ----------- | ----------- |
| 1948.       | 799         |             |
| 1953.       | 740         |             |
| 1961.       | 646         |             |
| 1971.       | 536         |             |
| 1981.       | 393         |             |
| 1991.       | 236         | 229         |
| 2002.       | 162         | 166         |
| 2011.       | 89          |             |

| Етнички састав према попису из 2002.‍ | Етнички састав према попису из 2002.‍ | Етнички састав према попису из 2002.‍ | Етнички састав према попису из 2002.‍ | Етнички састав према попису из 2002.‍ |
| ------------------------------------ | ------------------------------------ | ------------------------------------ | ------------------------------------ | ------------------------------------ |
|                                      |                                      |                                      |                                      |                                      |
| Срби                                 | Срби                                 |                                      | 162                                  | 100,0%                               |
| непознато                            | непознато                            |                                      | 0                                    | 0,0%                                 |

| Година пописа     | 1948. | 1953. | 1961. | 1971. | 1981. | 1991. | 2002. |
| ----------------- | ----- | ----- | ----- | ----- | ----- | ----- | ----- |
| Број домаћинстава | 125   | 124   | 128   | 122   | 115   | 98    | 82    |

| Број чланова      | 1  | 2  | 3  | 4 | 5 | 6 | 7 | 8 | 9 | 10 и више | Просек |
| ----------------- | -- | -- | -- | - | - | - | - | - | - | --------- | ------ |
| Број домаћинстава | 31 | 32 | 13 | 3 | 2 | 1 | 0 | 0 | 0 | 0         | 1,98   |

| Пол    | Укупно | Неожењен/Неудата | Ожењен/Удата | Удовац/Удовица | Разведен/Разведена | Непознато |
| ------ | ------ | ---------------- | ------------ | -------------- | ------------------ | --------- |
| Мушки  | 78     | 13               | 51           | 14             | 0                  | 0         |
| Женски | 79     | 9                | 47           | 22             | 0                  | 1         |
| УКУПНО | 157    | 22               | 98           | 36             | 0                  | 1         |

| Пол    | Укупно                    | Пољопривреда, лов и шумарство | Рибарство                            | Вађење руде и камена | Прерађивачка индустрија       |
| ------ | ------------------------- | ----------------------------- | ------------------------------------ | -------------------- | ----------------------------- |
| Мушки  | 21                        | 5                             | 0                                    | 0                    | 3                             |
| Женски | 13                        | 11                            | 0                                    | 0                    | 2                             |
| УКУПНО | 34                        | 16                            | 0                                    | 0                    | 5                             |
| Пол    | Производња и снабдевање   | Грађевинарство                | Трговина                             | Хотели и ресторани   | Саобраћај, складиштење и везе |
| Мушки  | 1                         | 4                             | 4                                    | 0                    | 0                             |
| Женски | 0                         | 0                             | 0                                    | 0                    | 0                             |
| УКУПНО | 1                         | 4                             | 4                                    | 0                    | 0                             |
| Пол    | Финансијско посредовање   | Некретнине                    | Државна управа и одбрана             | Образовање           | Здравствени и социјални рад   |
| Мушки  | 0                         | 0                             | 0                                    | 0                    | 0                             |
| Женски | 0                         | 0                             | 0                                    | 0                    | 0                             |
| УКУПНО | 0                         | 0                             | 0                                    | 0                    | 0                             |
| Пол    | Остале услужне активности | Приватна домаћинства          | Екстериторијалне организације и тела | Непознато            | Непознато                     |
| Мушки  | 0                         | 0                             | 0                                    | 4                    | 4                             |
| Женски | 0                         | 0                             | 0                                    | 0                    | 0                             |
| УКУПНО | 0                         | 0                             | 0                                    | 4                    | 4                             |